# Vin du Bugey

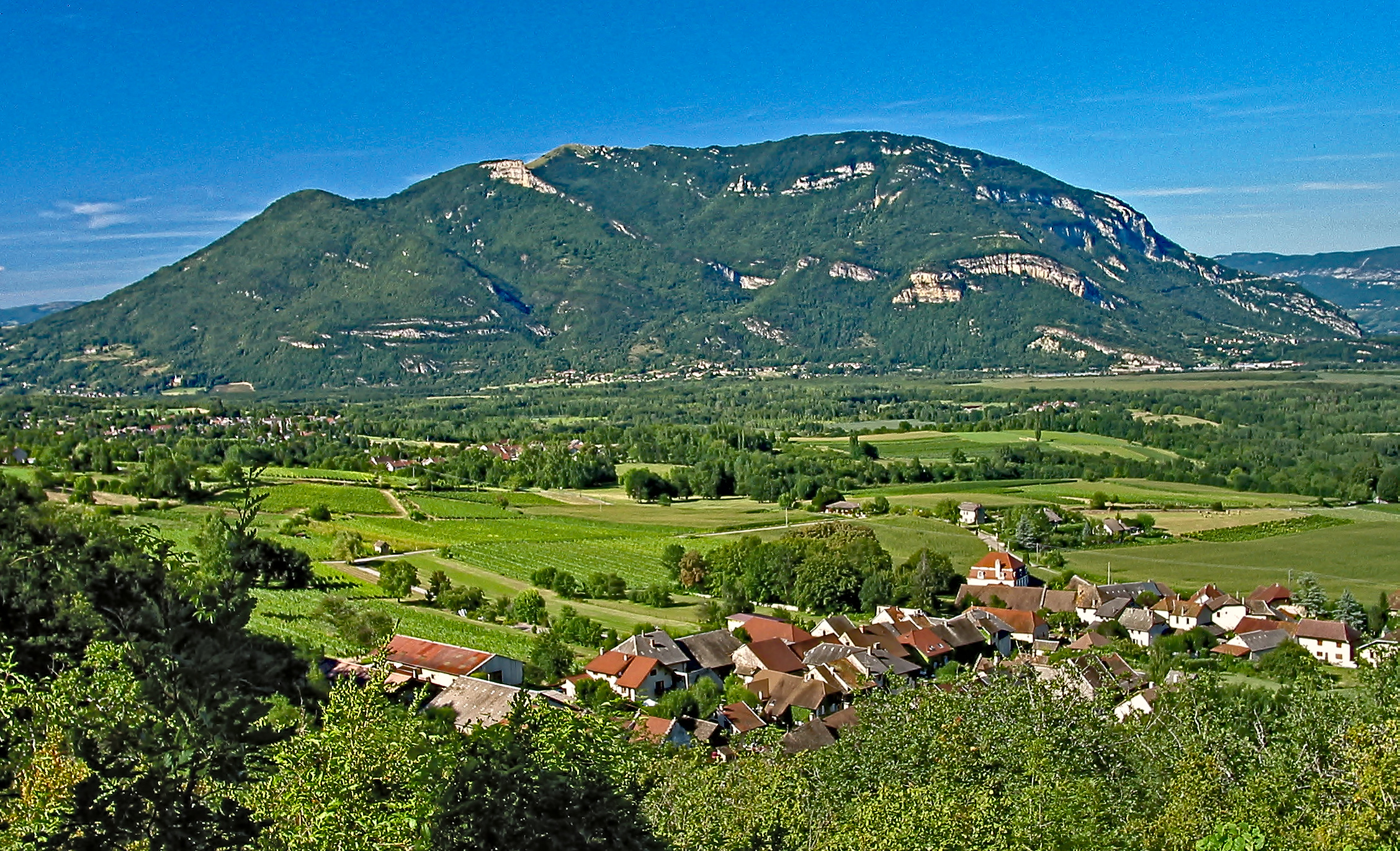
Die Region Bugey bei Vongnes. Im Hintergrund erkennt man den Grand Colombier.

Die Herkunftsbezeichnung Vin du Bugey (seit 2004 kurz Bugey) bezeichnet einen Rot-, Rosé oder Weißwein der Weinbauregion Savoie.
Die zugelassenen Rebflächen verteilen sich auf die 65 Gemeinden L’Abergement-de-Varey, Ambérieu-en-Bugey, Ambléon, Andert-et-Condon, Anglefort, Arboys en Bugey, Argis, Artemare, Belley, Belmont, Bénonces, Béon, Bohas-Meyriat-Rignat, Bolozon, Boyeux-Saint-Jérôme, Brens, Briord, Cerdon, Ceyzériat, Ceyzérieu, Chanay, Chavornay, Chazey-Bons, Cheignieu-la-Balme, Contrevoz, Conzieu, Cressin-Rochefort, Culoz, Cuzieu, Flaxieu, Groslée, Izieu, Journans, Jujurieux, Lagnieu, Lavours, Lhuis, Magnieu, Marignieu, Massignieu-de-Rives, Mérignat, Montagnieu, Nattages, Parves, Peyrieu, Pollieu, Poncin, Pugieu, Rossillon, Saint-Alban, Saint-Benoît, Saint-Germain-les-Paroisses, Saint-Champ, Saint-Jean-le-Vieux, Saint-Martin-de-Bavel, Saint-Martin-du-Mont, Saint-Sorlin-en-Bugey, Seillonnaz, Talissieu, Torcieu, Tossiat, Vaux-en-Bugey, Vieu, Villebois, Virignin, Virieu-le-Grand und Vongnes, die allesamt der Region Bugey zugerechnet werden.
Die Definition des Anbaugebiets ist damit nahezu deckungsgleich mit der Appellation Roussette du Bugey. Das südlich von Seyssel am orographisch rechten Ufer der Rhone gelegene Gebiet im Département Ain liegt praktisch gegenüber der für den Roussette de Savoie bekannten Region, die ihrerseits auf Höhe des Lac du Bourget liegt. Einerseits verteilen sich die Rebflächen südlich des Naturschutzgebiets Revermont entlang der Rhône von Seyssel im Norden bis Lagnieu. Die restlichen Flächen liegen zwischen den Städten Bourg-en-Bresse im Norden und Ambérieu-en-Bugey im Süden.
Neben dem einfachen Bugey wurden drei Crus mit strengeren Vorschriften anerkannt:
- Manicle: das Anbaugebiet beschränkt sich auf eine Gemarkung, die sich auf die beiden Gemeinden Cheignieu-la-Balme und Pugieu verteilt.
- Montagnieu: auf die Gemeinden Briord, Montagnieu, Seillonnaz beschränkt. Dieser Sonderstatus gilt für Stillweine und Schaumweine.
- Cerdon: die Definition mit den Gemeinden Abergement-de-Varey, Bohas-Meyriat-Rignat, Boyeux-Saint-Jérôme, Cerdon, Jujurieux, Mérignat, Poncin, Saint-Alban, Saint-Jean-le-Vieux, und Saint-Martin-du-Mont gilt ausschließlich für Schaumweine

Seit dem 27. September 1963 verfügte die Appellation über den Status einer Vin Delimité de Qualité Supérieur (kurz VDQS). Ab dem 19. April 2008 lief die offizielle Prozedur zur Anerkennung des Gebiets als AOC. Am 20. Oktober 2009 wurde der Status als AOC schließlich rechtskräftig.

## Rebsorten
Generell sind die Erträge für Rotweine auf 62 Hektoliter/Hektar und für Weißwein bzw. Roséwein auf 68 Hektoliter/Hektar beschränkt. Strengere Vorschriften gelten für die 4 Crus; hier liegt die Beschränkung bei 60 Hektoliter / Hektar respektive 65 Hektoliter/ Hektar.
Die wichtigsten roten Rebsorten für den Rot- und Roséwein sind der Gamay, die Sorte Mondeuse sowie der Spätburgunder, der in Frankreich Pinot noir heißt. Zu den Nebensorten des Roséweins zählen Grauburgunder und Poulsard. Der Anteil der Nebensorten darf im Verschnitt die 50 % Marke nicht überschreiten, kann aber bei 0 % liegen. Der Cru Bugey Manicle ist der Sorte Spätburgunder gewidmet, während die Weine der Lage Bugey-Montagnieu überwiegend aus der Sorte Mondeuse gekeltert werden.
Beim Weißwein lauten die Hauptsorten Altesse (hier Roussette genannt), Chardonnay, Jacquère, Molette und Mondeuse Blanche. Kleinere Anteile der Sorten Aligoté, Grauburgunder, Spätburgunder und Mondeuse dürfen in den Sortenmix einfließen.
Vor der Vergärung muss der natürliche Mindest-Zuckergehalt des Mosts für den Rotwein 144 – 153 g/l betragen, was einem Alkoholgehalt von 9–10 Vol.-% im Wein entspricht (→ Mostgewicht). Für die Weißweine belaufen sich die Werte auf 136–153 g/l, wobei als Kriterium die Rebsorte gilt. Für die Crus belaufen sich die entsprechenden Werte auf 153–162 g/l für den Rotwein, während für den Weißwein keine Sonderregel gilt. Falls in schlechten Jahren einer Chaptalisation zugestimmt wird, darf der Alkoholgehalt des fertig vergorenen Weines nicht 12,5 Vol.-% übersteigen.
Die Pflanzdichte liegt bei mindestens 5000 Rebstöcken/ Hektar. Falls die Topographie des Geländes diese Pflanzdichte nicht zulässt, kann dieser Minimalwert durch Ausnahmebedingung auf 4500 Rebstöcke korrigiert werden.